# Крв
Крв (лат. sanguis) је црвена, непровидна и густа течност, посебног мириса и сланог укуса. Она протиче кроз срчано-крвоточни систем организма те кроз тело преноси храњиве материје и кисеоник. Укупна количина крви у телу одраслог човека је 5 – 6 литара, што је око 8% укупне телесне масе. Крв се састоји од крвне плазме, крвних ћелија – еритроцита, леукоцита и крвних плочица – тромбоцита. Крв је функционално најважнија телесна течност код људи.
Крв је ендогена телесна течност својствена само кичмењацима. Лимфа, друга телесна течност, настаје из крви и у њу се улива. Крв спада у течна везивна ткива мезодермалног порекла, што значи да поседује велику количину међућелијске везивне супстанце коју стварају саме ћелије везивног ткива и зароњене су у њу. Крв улази у састав система за циркулацију.
Крв је текуће ткиво које испуњава срце и крвне жиле и које се састоји из два дела:
- текућег који се зове крвна плазма и
- крвних ћелија које пливају у крвној плазми и њих чине црвене крвне ћелије (еритроцити), беле крвне ћелије (леукоцити) и крвне плочице (тромбоцити).

Однос запремине крвне плазме и крвних ћелија код здравих особа је константан. Запремина ћелијских елемената је нешто мања од запремине плазме и она износи 42 - 45%, а крвне плазме 55 - 58% целокупне запремине крви. Запремина крвних ћелија код мушкараца је нешто већа него код жена.
Улоге крви су бројне. Крв служи у функцији дисања тј. за пренос кисеоника и угљен-диоксида, затим за пренос прехрамбених материја, отпадних материја, хормона, ензима, витамина итд. Улога јој је и регулација запремине телесних течности, регулацији ацидо-базне равнотеже, те регулацији телесне температуре, а има и велику заштитну улогу. Крв струји телом у затвореном систему цевчица и крвних жила, који се састоји од артерија, вена и капилара.
У хемијском саставу крви најважнији састојци су: беланчевине (60 – 80 g/L), триглицериди (0,8 – 2,00 μmol/L), фибриноген (2 – 4 g/L), натријум (135 – 151 μmol/L), холестерол (3,5 – 6,7 μmol/L), глукоза (4,2 – 6,4 μmol/L), уреа (1,7 – 7,6 μmol/L), калијум (3,8 – 5,5 μmol/L), калцијум (2,2 – 2,7 μmol/L) те билирубин (4 – 20 μmol/L).

## Крвне жиле
Састав крвних жила део је циркулацијског система којим тече крв из срца према периферији тела и назад у срце тако да свака ћелија у телу добије примерену опскрбу кисеоником и храњивим материјама те се прочисти од угљен-диоксида и непотребних производа метаболизма.
Три су главне врсте крвних жила:
- Артерије или куцавице су широке, непропусне крвне жиле с дебелом зидовима и чине артеријски систем. Оне одводе венску крв из срца према плућима и артеријску крв према осталим деловима тела. Носе храну ћелијама путем артериола (мањих артерија које се гранају из главних) и капилара (оне се гранају из артериола), а отпадне материје носе у бубреге помоћу којих ће се уклонити из крви.
- Вене су широке, непропусне крвне жиле са сразмерно тањим зидовима од зидова артерија које чине венски систем. Оне доводе венску крв из тела и артеријску крв из плућа у срце. Садрже залиске који спречавају повратак крви због гравитације, а чине их спајајући венуле (мале вене) које формирају спојене капиларе. Венска крв садржи угљен-диоксид и отпадне материје које су путем капилара скупљене из телесних ћелија.
- Капиларе су уске крвне жиле с танком зидовима које се гранају из артериола и формирају сложену мрежу. Оне су посредници при измени материје размеђу крви и ћелија у телу, те при размени респирацијских гасова у плућима. Дакле, оне омогућују да крв пређе из артерија у вене, а и да вода, шећери, аминокиселине и разне друге хемијске материје прођу кроз њихове зидове у ткива.

Дужина, распоред и разгранатост капилара различити су у поједеним ткивима. Крв не тече истодобно кроз све капиларе, него се оне према потреби могу отворити и затворити.

## Састав крви
Крв чини око 55% течне крвне плазме и око 45% чврстих крвних ћелија које се налазе у плазми.
Крвна плазма је безбојна, односно жућкаста течност: водени раствор органских и неорганских материја. Састоји се од воде, натријум-хлорида, осталих соли, мале количине шећера, неких масних материја, хормона, кисеоника и угљен-диоксида. У крвној плазми се налазе крвне беланчевине: албумини, глобулини и фибриноген.
Крвне ћелије су црвена крвна зрнца (еритроцити), бела крвна зрнца (леукоцити) и крвне плочице (тромбоцити). Црвена крвна зрнца дају крви црвену боју, састављена су од беланчевина и холестерола, а садрже и хемоглобин. Бела крвна зрнца су постојане ћелије које се размножавају деобом. Крвне плочице су најмања крвна зрнца; они су у уској вези са згрушавањем крви.

### Крвна плазма
Крвна плазма је бледа течност, а највећи део ње чини вода (око 90%) у којој су растворене различите органске и неорганске материје, око 7% протеина, 1% разних неорганских соли и 0,1% глукозе. Међу органским материјама најважније су беланчевине плазме. У 1 литри плазме има их око 73 грама.
Те беланчевине се могу сврстати у 3 велике групе:
- Албумини – 45 g/L – то су беланчевине плазме с најмањом молекулском масом те су врло прикладне за одржавање колоидно – осмотског притиска. Осмотски притисак је врло важан јер одржава противтежу хидростатском притиску крви који ствара срце. Албумини се синтетишу у јетри и одатле се отпуштају у крв. Они учествују у преносу разних хормона, и других материја.
- Глобулини – 25 g/L – важни су носиоци одбране организма у облику различитих антитела. Деле се на алфа, бета и гама глобулине. Улога алфа и бета глобулина је слична улози албумина, а гама глобулини су заправо имуноглобулини (Ig), а то су молекули који обављају одбрамбене функције.
- Фибриногени – 3 g/L – веома важне беланчевине у процесу згрушавања крви те осигуравају заустављање крварења. Фибриногени помоћу тромбоцита стварају „мрежу“ у којој се онда улове еритроцити и настаје угрушак (тромб). Крв без фибриногена је дефибринирана крв.

### Крвне ћелије

#### Еритроцити
Еритроцити (црвена крвна зрнца) обављају преношење кисеоника и угљен-диоксида. Код већине сисара зрели еритроцити немају једро ни органеле. Имају облик двоструко улубљеног диска чиме се њихова површина повећава и тиме олакшава размена гасова. Еритроцити су веома гипки – са лакоћом се прилагођавају неправилном облику капилара као и променама њиховог пречника. Ова особина еритроцита је веома значајна, јер је њихов пречник већи од пречника најмањих капилара.
У цитоплазми еритроцита присутно је око 33% хемоглобина – протеина за који се везују кисеоник и угљен-диоксид. Када је за њега везан кисеоник, хемоглобин постаје оксихемоглобин, а када је везан угљен-диоксид он прелази у карбаминохемоглобин. Ова два облика хемоглобина могу прелазити један у други. Уколико се, међутим, за хемоглобин веже угљен-моноксид, хемоглобин прелази у карбоксихемоглобин. То једињење више не може да прелази ни у један од претходна два облика.
У литри крви мушкарца има их око 4,5 - 5,8 × 1012, а у литри крви жене око 3,8 - 4,5 × 1012. У литри крви мушкараца има 160 грама, а у литри крви жене око 140 грама хемоглобина. Комбинована површина свих еритроцита у људском телу је око 2.000 пута већа од спољашњости људског тела. Еритроцити живе око 120 дана, након чега остарели еритроцити бивају разложени у јетри, слезини, лимфним чворовима и коштаној сржи. Еритроцити виших кичмењака стварају се у коштаној сржи, док се код нижих кичмењака стварају у слезини.
Процес стварања свих крвних ћелија назива се хематопоеза, док је стварање еритроцита -еритропоеза.
Хемоглобин такође подлеже процесу распадања те прелази у боју билирубин која се излучи у жуч, а ослобођено жељезо се може искористити за синтезу нових молекула хемоглобина или се може сачувати у складиштима гвожђа у телу. Стварање еритроцита назива се еритропоеза и регулисана је потребама ткива за кисеоником. Стварање еритроцита убрзано је у свим стањима у којима постоји апсолутни или релативни мањак кисеоника (нпр. слабокрвност, дужи боравак на великим висинама, болести респирационог и циркулацијског система).

#### Леукоцити
Леукоцити су беле крвне ћелије које настају у коштаној сржи и лимфним чворовима. Пречник им је 8 – 12 микрометара. У литри крви има их од 4 – 8x109. Леукоцити се разликују према изгледу, заступљености, месту настанка и функцији.
Постоје три главне врсте леукоцита:
- Гранулоцити – најбројнија врста леукоцита. Претежно имају неправилно језгро подељено на режњиће (сегментирани гранулоцити), а у млађим ћелијама је неподељена (несегментирани гранулоцити). Према боји зрнаца у цитоплазми гранулоцити се деле на:
  - неутрофилне – има их око 60%, необојени су, ситни те веома покретни. Садрже низ ензима који учествују у разградњи фагоцитираних материја као нпр. амилаза, каталаза, нуклеаза...
  - еозинофилни – има их 2 – 4%, црвене су боје, правилни и округли. Мање су покретни од неутрофила. Садрже хистамин те учествују у алергијским реакцијама.
  - базофилни – има их до 5%, модра зрнца, неједнаке величине. У зрнцима се налази материја која се назива хепарин те она спречава процес згрушавања крви у крвотоку.
- Лимфоцити – има их око 30%. Пречник им је 8 – 12 микрометара. Имају велико округло језгро и оскудну цитоплазму. И они су покретне ћелије. Функција лимфоцита је стварање глобулина, а имају и важну улогу у имунолошкој одбрани организма јер су им антитела претежно гама-глобулини.[8][9] Стварање и пропадање лимфоцита је веома брзо, те се читава популација може изменити у року 24 сата.
- Моноцити – има их око 6%. Пречник им је 10 – 24 микрометра, те имају велико, већином режњасто језгро, бубрежастог облика. Они су такође покретне ћелије, а главна функција им је фагоцитоза.

Животни век леукоцита је различит. Неки леукоцити који настају у коштаној сржи остају тамо ускладиштени док за њима не настане потреба. Нпр. гранулоцити након што доспеју у крв живе још око 5 дана. Главни задатак леукоцита је одбрана организма од страних, опасних нападача. То су првенствено микроорганизми, али и многе отровне материје.

#### Тромбоцити
Тромбоцити су крвне плочице тј. мала, безбојна телешца без језгре. У литри крви их има од 250 – 400 × 109. Настају у коштаној мождини из делова мегакариоцита (ћелије с великим језгром). Врло брзо се распадају, те им живот траје релативно кратко, 4 – 8 дана.
Имају веома важну улогу у процесу згрушавања крви јер је одржавање крви у текућем стању унутар крвотока и заустављање крварења при оштећењу крвних жила (хемостаза) важан механизам за очување сталних услова у којима функционише организам.
Ако се жила озледи или растргне, треба зауставити крварење, а заустављање се постиже помоћу неколико механизама:
- Спазам (стезање или контракција) жиле – зидови жиле се контрахују (скупе, стегну) одмах пошто се жила пресече или растргне те се тиме тренутачно смањи отицање крви кроз озледу жиле. Што је жила више озлеђена, то је већи спазам, што значи да пререзана жила обично много више крвари него жила оштећена тргањем. Такав локални жилни спазам може трајати 20 минута до пола сата док се за то време одиграва процес зачепљења жиле тромбоцитима и процес згрушавања крви.
- Стварање тромбоцитног чепа – то је покушај да се тромбоцитима зачепи озледа на крвној жили. Наиме, тромбоцити битно промене своја својства када дођу у додир с површином која се може овлажити, као што су колагене нити у зиду жиле. Почињу бубрити, поприме неправилне облике с бројним изданцима који стрше с њихових површина, постају лепљиви па приањају на колагене нити те луче велике количине ADP-а. ADP делује на околне тромбоците те их активира те ти нови тромбоцити због лепљивости адхерирају (приањају) на оне тромбоците који су први били активирани. Тако се на месту сваке пукотине оголели колаген изазива затворени круг активирања све већег и већег броја тромбоцита те се они нагомилавају и стварају тромбоцитни чеп.
- Стварање крвног угрушка – почиње за 15 до 20 секунди ако је оштећење зида жиле опсежно, а за једну до две минуте ако је оштећење мало. Тај процес стварања крвног угрушка започињу активацијске материја из оштећеног жилног зида и из тромбоцита, те протеини из крви који адхерирају на колаген оштећеног жилног зида. За три до шест минута након озледе жиле, угрушак испуни цели пререзан или раздеран крај жиле. Након 20 минута до једног сата угрушак се ретрахира (потисне натраг) те се жила још више затвори.
- Коагулација крви – згрушавање се збива у три стадија:

Прво, након прекидања жиле или оштећења саме крви ствара се материја названа активатор протромбина.
Друго, активатор протромбина катализује претварање протромбина у тромбин.
Треће, тромбин делује као ензим при претварању фибриногена у фибринске нити које уплићу у своју мрежу еритроците и плазму те се тако ствара крвни угрушак.

## Улоге крви
- транспорт O2 и CO2,
- транспорт хранљивих материја,
- транспорт распадних продуката метаболизма,
- транспорт хормона (информација),
- терморегулација,
- одбрана (имунитет, фагоцитоза)
- хемостаза
- одржавање ацидо-базне равнотеже.

### Транспортна
Крв има велики капацитет. Из плућа узима кисеоник и транспортује до сваке ћелије у организму, затим из дигестивног система узима све сварене материје (шећери, аминокиселине, масти, протеине) и веном портом их транспортује до јетре, која узима потребну количину хранљивих материја, а остатак до других органа. Материје растворљиве у води крв одводи до бубрега. Такође транспортује хормоне до циљне (рецепторне) ћелије којој је тај хормон потребан, нпр. инсулин транспортује до свих ћелија, јер је свим ћелијама он потребан, док тиреостимулирајући хормон (TSH) спроводи само до штитне жлезде, јер је само њој тај хормон потребан.

### Хомеостатска
Крв одржава све факторе за одржавање сталности; контролисано одаје воду и електролите. Ово представља осмотски хомеостазис, а уједно и електрохемијски хомеостазис.

### Терморегулациона
Птице и сисари су хомеотерми, односно имају способност да одржавају сталну телесну температуру, за шта је задужена крв. У хипоталамусу се налазе центри за овакву регулацију. Поикилотерми немају овакву способност, иако неки од њих имају крв.

### Одбрамбена
Крв има способност да одбрани организам од разних штетних агенаса, који би могли нарушити неки од типова хомеостазиса. Сви ти агенси се зову антигени (најчешће су протеини, ређе сложени липиди и угљени хидрати) и они су егзогеног порекла, тј. потичу са друге јединке. Организам на те агенсе одговара стварањем антитела.

## Физичке особине крви
Физичке особине крви су: количина, боја, температура, густина (специфична маса), вискозност, мирис, осмотски притисак, седиментација крвних ћелија и згрушавање (коагулација).

#### Количина крви
Количина крви у организму зависи од телесне површине, односно висине и масе. Просечна целокупна маса крви у организму износи 7% телесне масе. Количина крви је константна код здравих особа за време мировања, а повећава се за време телесног рада и уношењем веће количине течности и хране у организам. Код супротних случајева долази до смањења запремине крви. Физиолошке промене запремине крви су последица промене у запремини плазме. Количина крви је различито распоређена у организму, углавном према потреби појединих органа. При повећаној активности неког органа повећава се и количина крви у њему. За време болести долази до трајнијег смањења или повећања количине крви у организму и то као резултат смањења (повећања) саме плазме или еритроцита због истовремених промена и код крвних станица и у плазми. Повећање количине крви назива се плетора, а смањење олигемија.

#### Боја крви
Боја крви је црвена и она потиче од крвног пигмента хемоглобина који се налази у еритроцитима. Према ступњу оксидације хемоглобина, боја је светлије или тамније црвена. Оксихемоглобин даје јасно црвену боју, а редуковани тамније црвену. По томе се и разликује венска и артеријска крв. Боја крви се мења при неким патолошким стањима: при тровању угљен-моноксидом крв је светлоцрвена, у случају спречене оксигенације у плућима она постаје црнкаста.

#### Температура крви
Температура крви се креће од 36 – 40 °C. Она не зависи од температуре околине већ је константна. Најнижа је у венама коже, а највиша у венама које одводе крв из јетре.

#### Специфична маса крви
Специфична маса крви просечно износи 1.060 и условљена је бројем еритроцита и количином хемоглобина у њима. Код мушкараца је нешто већа него код жена. Снижава се после оброка, а повећава после физичког напора.

#### Вискозност крви
Вискозност крви се мери брзином протицања крви кроз капиларне цевчице одређеног пречника при одређеној температури и притиску. Упоређује се с вискозношћу воде од које је већа и износи 3,5 – 5,4. Вискозност крви зависи од броја еритроцита, а број леукоцита утиче само када је велики.

#### Мирис крви
Мирис крви је отужан, сличан мирису зноја и потиче од испарљивих масних киселина у њој.

#### Осмотски притисак крви
Осмотски притисак крви зависи од концентрације материја у њој (електролита и неелектролита). Осмотски притисак износи 7 атмосфера. Мери се помоћу криоскопа.

#### Седиментација крви
Седиментација крви је таложење крвних ћелија на дну посуде у којој се налази крв, којој је додана нека антикоагулацијска материја. Брзина издвајања крвних ћелија из крвне плазме је у ствари брзина седиментације и она зависи од времена стајања крви, од броја и особина еритроцита и од односа појединих материја у крвној плазми. Од састојака плазме на брзину седиментације највише утичу количине фибриногена, холестерола и појединих фракција беланчевина. До убрзања седиментације доводе повећања количине фибриногена или холестерола и појединих глобулинских фракција, а повећање албумина је успоравају.

#### у крви
у крви представља константну вредност. Крв је текућина у којој је стална концентрација водоникових јона од које зависи киселост, базност и неутралност реакције крви. pH се креће 7,3-7,5. Венска крв је нешто киселија од артеријске.

## Хемијске особине крви
Крв као целина садржи велики број органских и неорганских материја. Делимично се оне налазе у крвној плазми, а деломично у крвним ћелијама. Неорганске материје крви су вода и неорганске соли.

### Неорганске материје крви

#### Вода
Вода је највећим делом заступљена у крвној плазми (око 3,5 литре), а остатак је у крвним ћелијама. Ова вода у плазми спада у ванћелијске течности организма, а она које се налази у крвним ћелијама чини део укупне ћелијске воде у организму. Део воде у крви је слободна вода која има улогу растварача за неорганске и органске материје организма. Она по потреби прелази из крви у међућелијску течност и враћа се. Други део воде је везана вода и она је у саставу хидрофилних беланчевина крвне плазме и посебно је везана за албумине.

#### Неорганске соли
Неорганске соли чине 1% целокупне крви. Налазе се у виду катјона и анјона. Међу анјонима највише има: хлорида, фосфата, бикарбоната, и сулфата, а међу катјонима најважнији су натријум, калијум, калцијум и магнезијум.

### Органске материје крви
Органске материје крви су: беланчевине, липиди, угљени хидрати, витамини, ензими и хормони.

#### Беланчевине
Беланчевине су по количини најглавнији састојци крви. У плазми се налазе серум-албумини, фракције глобулина и фибриногена и мало гликопротеина и липопротеина. У крвним ћелијама су сложене беланчевине: у леукоцитима су нуклеопротеини, а у еритроцитима је хромопротеин.

#### Липиди
Липиди се делом налазе у плазми, а делом улазе у састав грађе крвних ћелија. Најважнији су: триглицериди, фосфати, гликолипиди и стероиди.

#### Угљени хидрати
Угљени хидрати су најзаступљенији у облику моносахарида, глукозе чија концентрација износи од 80-120 mg.

#### Витамини
Витамини се у крви задржавају због тога што се преко ње и преносе кроз организам.

#### Ензими
Ензими у крвну плазму доспевају из гуштераче, ћелија других органа и из крвних ћелија у којима се стварају.

#### Хормони
Хормони се такође налазе у крви зато што се једино преко ње и преносе кроз организам. Количине су врло мале и изражавају се у микрограмима.